# Nigel Carrington
Nigel Carrington ist ein Schauspieler und Synchronsprecher.

## Leben
Carrington begann seine Karriere 1992 bei der TV-Serie Truckers. Seine erste Synchronrolle war im Spiel Dungeon Keeper 2. Bekannt wurde er durch die Rolle Warden in The Dark Knight sowie durch die Synchronrolle im Spiel Dear Esther. Er wurde 2013 für seine Synchronrolle in Dear Esther für den BAFTA Award nominiert.

## Filmografie

### Film
- 1992: Truckers
- 1992–1993: Coronation Street
- 2008: The Dark Knight
- 2010: Jonathan Creek

## Synchronrollen
- 1999: Dungeon Keeper 2
- 2012: Dear Esther
- 2013: The Monk
- 2015: The Book of Unwritten Tales 2